# 2011年西安灞桥山体滑坡事故
2011年西安灞桥山体滑坡事故是指2011年9月17日开始，发生于中国陕西省西安市灞桥区因持续降雨引发的山体滑坡地质灾害。9月4日以来，持续降雨致使陕西部分地区遭受水灾，同时诱发山体滑坡等地质灾害。9月17日下午2时10分许，灞桥区席王街道白鹿塬北坡发生山体滑坡，瑞丰砖厂和奇安雁塔陶瓷公司部分车间被埋；9月18日上午10时至11时，再次连续发生3次滑坡。这次山体滑坡共计造成32人遇难，5人受伤。